# محل ملاقات (فیلم)
محل ملاقات (به هندی: Milana) یا مخلوط فیلمی محصول سال ۲۰۰۷ و به کارگردانی پراکاش است. در این فیلم بازیگرانی همچون پونیت راجکومار، پارواتی و پوجا گاندی ایفای نقش کرده‌اند.